# یوری‌آیشو
یوری‌آیشو (به ژاپنی: 寄合衆 よりあいしゅう) در دوره کاماکورا اشاره به اعضای یوری آی  ارد که بالاترین ارگان تصمیم‌گیری بود. یک هیئت مدیریتی در خاندان سامورایی، اما معنای محدود، جلسه ای از مدیران ارشد شوگون‌سالاری کاماکورا، با محوریت توکوسو از خاندان هوجو و تعداد کمی از مردم برگزار می‌شد.